# Bundesautobahn 52
Die Bundesautobahn 52 (Abkürzung: BAB 52) – Kurzform: Autobahn 52 (Abkürzung: A 52) – ist eine Bundesautobahn im deutschen Bundesland Nordrhein-Westfalen und führt in drei Teilstücken von der niederländischen Grenze bei Niederkrüchten-Elmpt nach Marl, wo sie als Landesstraße (L612) nach Haltern am See weitergeführt wird.

## Verlauf

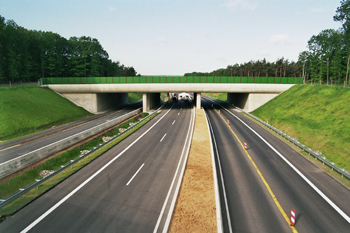
Grünbrücke bei Elmpt

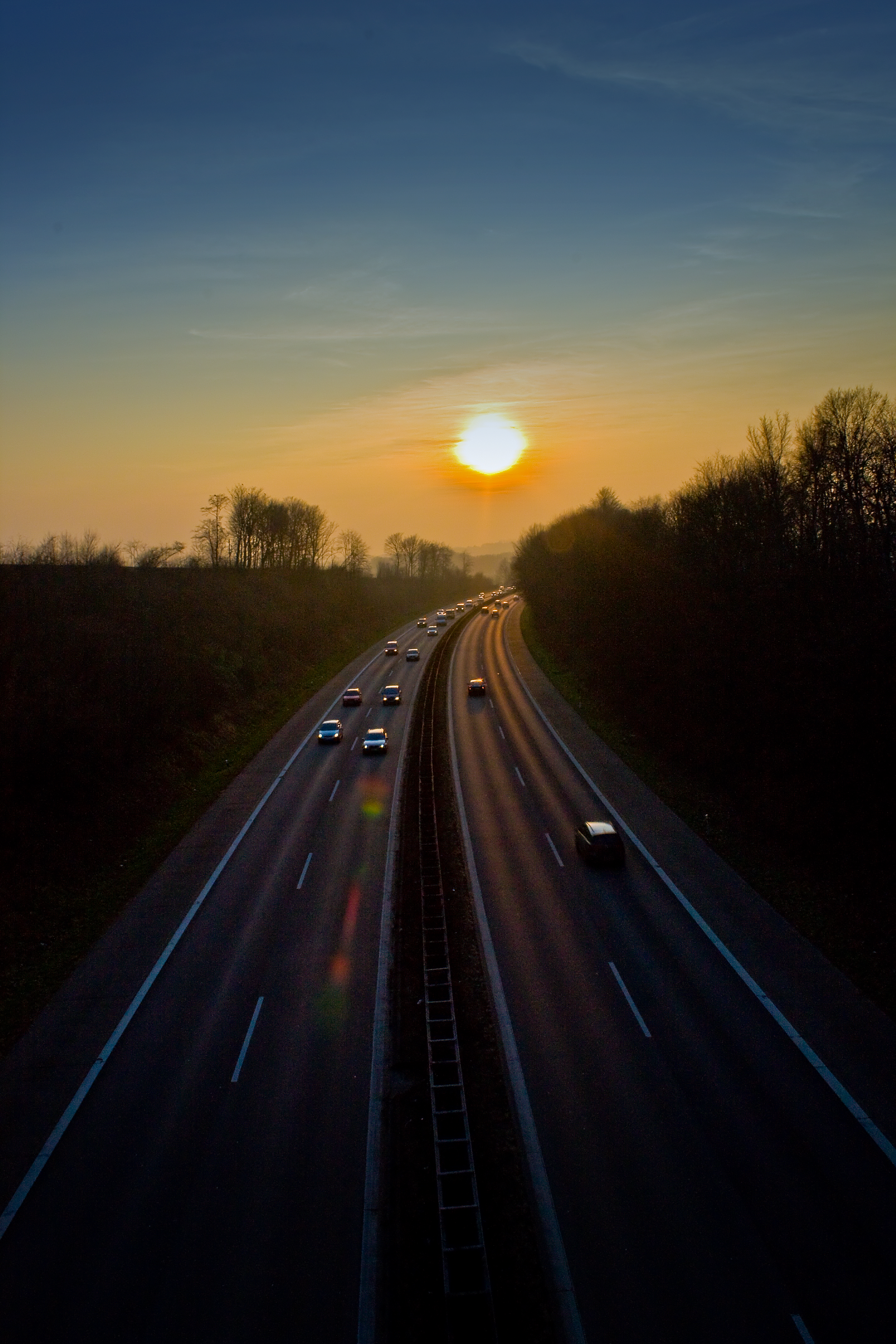
Kurz vor der Mintarder Ruhrtalbrücke

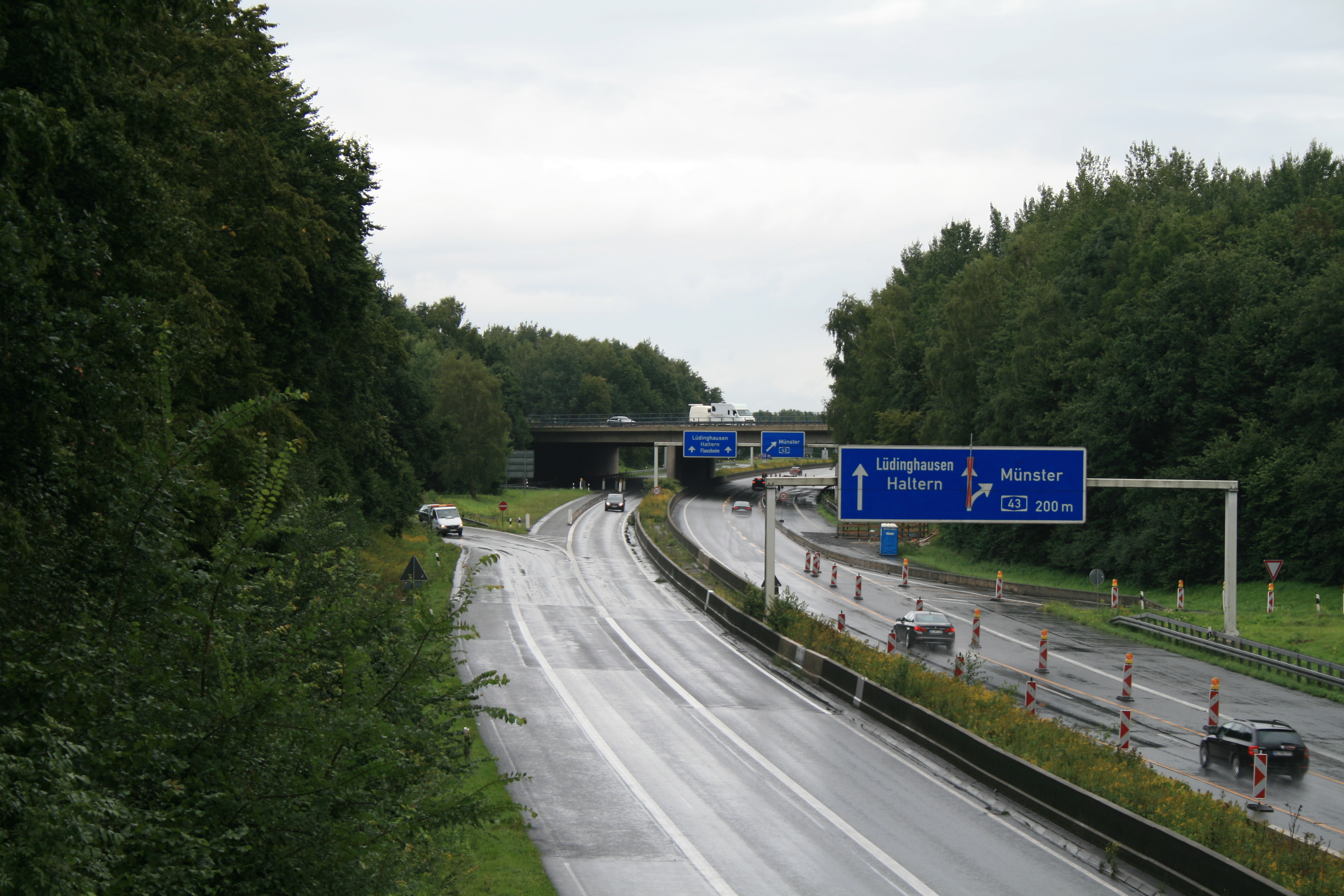
Ende der A 52 am Kreuz Marl-Nord

### Erstes Teilstück: Niederlande bis Düsseldorf
Die A 52 beginnt an der niederländischen Grenze westlich von Elmpt als Fortsetzung der von Roermond her kommenden N 280. Ostwärts durchquert man zunächst ein großes Waldgebiet, das zum Naturpark Maas-Schwalm-Nette gehört, anschließend erreicht man die ländliche Region des linken Niederrheins. Nach Passieren der Gemeinden Niederkrüchten und Schwalmtal erreicht man das Kreuz Mönchengladbach, wo die A 61 (Venlo–Hockenheim) angebunden wird. Mönchengladbach wird nördlich umfahren und am anschließenden Kreuz Neersen kreuzt die A 44 (Aachen–Hessisch Lichtenau). Dahinter, südlich von Willich, befindet sich die einzige Autobahnraststätte der A 52. Das Kreuz Kaarst bindet die A 57 (Goch–Köln) an. Nach der Anschlussstelle Büderich endet das erste Teilstück der Autobahn, die Straße führt als B 7 über die Theodor-Heuss-Brücke in den Düsseldorfer Norden.

#### Lücke im Düsseldorfer Nordwesten
Von Meerbusch-Büderich bis Düsseldorf-Mörsenbroich ist die Lücke in der A 52 durch die B 7 und zwischen Düsseldorf-Mörsenbroich und Düsseldorf-Rath durch die B 1 geschlossen. Die Strecke ist als eine Stadtautobahn errichtet worden, überquert den Rhein (Theodor-Heuss-Brücke), verläuft durch die nördliche Düsseldorfer Innenstadt und führt direkt durch das Mörsenbroicher Ei.
Die B 7 führt auch durch das Heerdter Dreieck (auch „Abzweig Rheinkniebrücke“ genannt) in Düsseldorf-Heerdt an der Grenze zu Oberkassel. An dieser Stelle gabelt sich die dreistreifige Bundesstraße unter Aufteilung des mittleren Fahrstreifens in zwei zweistreifige Schnellstraßen. Nördlich führt die zweistreifige B 7 auf die Theodor-Heuss-Brücke. Die südliche Schnellstraße verläuft unterirdisch parallel zum Rhein auf die Rheinkniebrücke zu.
Für die Umgehung dieser Lücke im Stadtgebiet Düsseldorf steht dem Kraftfahrzeugverkehr die Strecke Kreuz Neersen – Kreuz Düsseldorf-Nord über die A 44 oder die Strecke Kreuz Kaarst – Kreuz Meerbusch – Kreuz Düsseldorf-Nord via A 44 und A 57 zur Verfügung.

### Zweites Teilstück: Düsseldorf bis Essen
In Höhe der Bahnunterführung nördlich des Mörsenbroicher Eis befindet sich der Übergang der B 1 in das zweite Teilstück der A 52. Am Kreuz Düsseldorf-Nord kreuzt man erneut die A 44, die hier den nördlichen Teil des Düsseldorfer Autobahnringes bildet. Der Knotenpunkt befindet sich unmittelbar am Flughafen Düsseldorf und hat einen sehr ungewöhnlichen Aufbau in Form zweier Verbindungsrampen. Darüber hinaus sind auch zwei Anschlussstellen in das Kreuz integriert. In nordwestliche Richtung umfährt man Ratingen, ehe im nördlichen Stadtteil Breitscheid die A 524 nach Krefeld und die A 3 (Emmerich–Passau) in einem kombinierten Knotenpunkt angebunden werden.
Im südlichen Mülheimer Stadtteil Mintard wird das Ruhrtal auf der 1830 m langen Mintarder Ruhrtalbrücke überquert. Bei dem Bauwerk handelt es sich um die längste Stahlbrücke Deutschlands. Man erreicht das Essener Stadtgebiet. Direkt nach dem 340 m langen Tunnel Huttrop endet das zweite Teilstück der A 52 am Dreieck Essen-Ost an der A 40.

#### Lücke im Essener Norden
Zwischen dem Autobahndreieck Essen-Ost und der Anschlussstelle (ehemals Kreuz) Essen-Nord an der A 42 gibt es, anders als in Düsseldorf, keinen gut ausgebauten Lückenschluss. Im Bereich der Anschlussstelle Essen-Nord ist die B 224 beim Bau der A 42 bereits als Autobahn ausgebaut und als Kraftfahrstraße ausgewiesen. Im weiteren Verlauf bis Gladbeck ist die Straße zwar vierspurig ausgebaut, allerdings mit geringem Querschnitt, Geh- und Radwegen sowie mehreren ampelgeregelten Kreuzungen. Die Anschlussstelle Essen/Gladbeck an der A 2 ist in der Relation von Oberhausen nach Dorsten kreuzungsfrei ausgebaut.

### Drittes Teilstück: Gladbeck bis Marl
Etwa an der Gemarkungsgrenze der Städte Gladbeck und Gelsenkirchen beginnt in Höhe einer Tankstelle das dritte Teilstück der A 52 als Fortsetzung der von Essen her kommenden vierspurigen B 224. Die Autobahn führt unmittelbar östlich der BP Raffinerie in Gelsenkirchen-Scholven entlang nach Norden und knickt bei Dorsten bzw. Marl-Polsum in nordöstliche Richtung, um die Stadt Marl nördlich zu umgehen. Unmittelbar nördlich befindet sich der Chemiepark Marl, ein weiterer großer Industriestandort. Am Kreuz Marl-Nord mit der A 43 (Münster–Wuppertal) endet die Autobahn und führt als L 612 weiter nach Haltern-Flaesheim.

## Geschichte

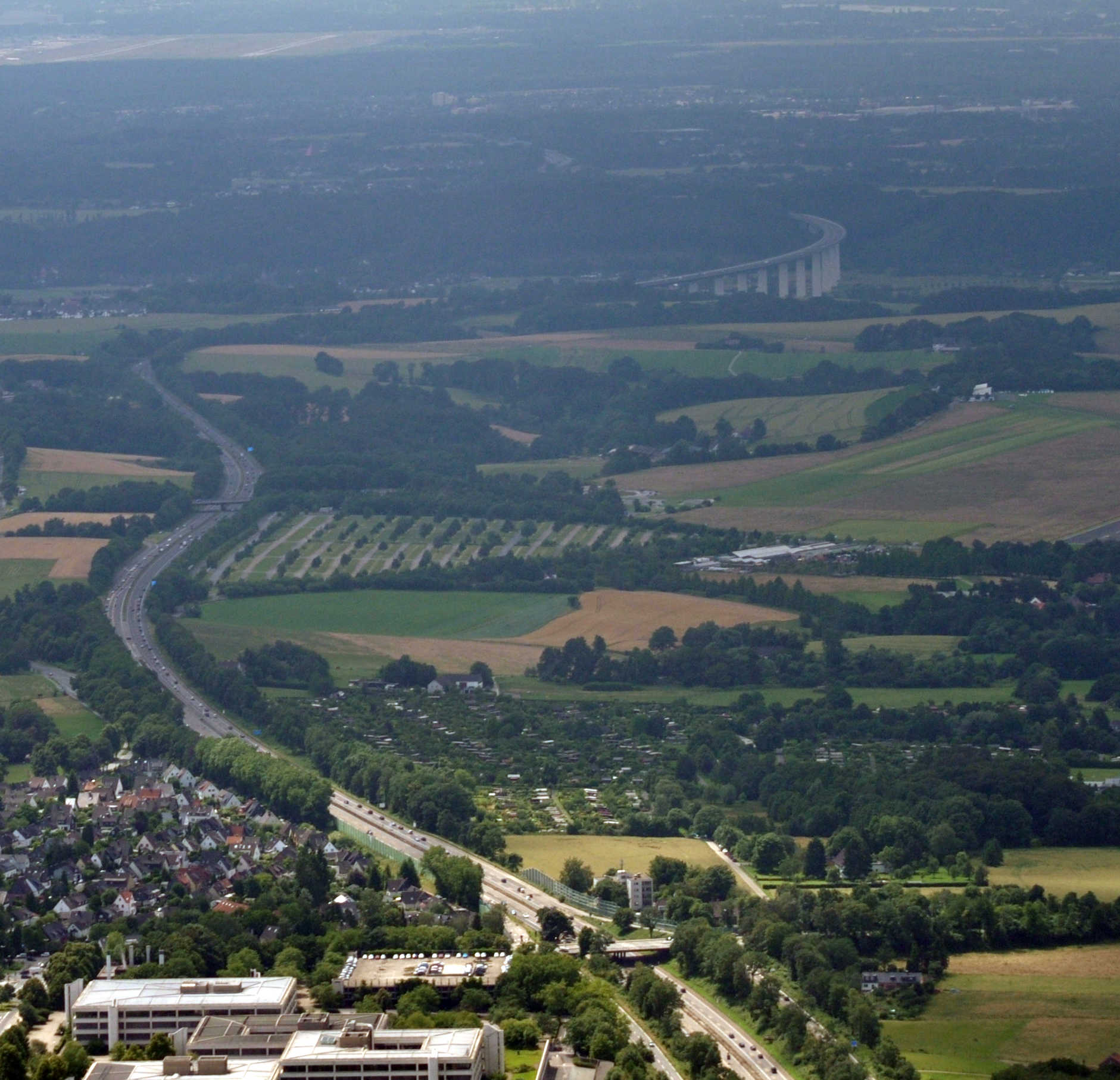
Die A52 bei Essen (unten im Bild). Hinten ist die Ruhrtalbrücke zu sehen. Blick nach Westen.

Bereits in den 1950er Jahren wurde der autobahnähnliche Neubau der Bundesstraße 1 zwischen Düsseldorf-Mörsenbroich (Stadtautobahn) und Breitscheid an der A 3 als nördlicher Zubringer für die Landeshauptstadt Nordrhein-Westfalens in Angriff genommen. Der Ausbau wurde im Wesentlichen 1960 vollendet.
Ebenfalls in den 1950er Jahren begann der Bau der Düsseldorfer Stadtautobahn zwischen Meerbusch-Büderich, Düsseldorf-Heerdt, -Niederkassel, -Derendorf und -Mörsenbroich mit der Theodor-Heuss-Brücke im Zuge der Bundesstraße 7. Zwischen 1957 und 1959 erfolgte die Fertigstellung der einzelnen Teilabschnitte.
Bereits 1956 wurden die Planungen für die autobahnmäßige Fortführung des nördlichen Düsseldorfer Zubringers von Breitscheid nach Essen einschließlich einer Ruhrtalhochbrücke bei Mintard als neue Bundesstraße 288 aufgenommen. Die Arbeiten begannen 1963 und wurden 1966 mit der Verkehrsübergabe des Abschnittes zwischen der AS Breitscheid und der AS Essen-Rüttenscheid abgeschlossen.
In den 1960er Jahren wurde einerseits der vierstreifige Aus- und Neubau der Bundesstraße 224 zwischen Gelsenkirchen, Gladbeck und Essen vorangetrieben. 1967 wurde ein Abschnitt zwischen Gladbeck-Butendorf, AS Gelsenkirchen-Buer-West und einem Anschluss an die alte B 224 nördlich der AS Gelsenkirchen-Scholven fertiggestellt.
Ebenfalls in dieser Zeit fand die vierstreifige Strecke Mönchengladbach (etwa ab dem AK Neersen) bis Meerbusch-Büderich im Zuge der Bundesstraße 7 Aufnahme in die Planungen. 1971 wurde auch diese Verbindung für den Verkehr freigegeben.
Im Bedarfsplan des Gesetzes über den Ausbau der Bundesfernstraßen in den Jahren 1971 bis 1985 vom 30. Juni 1971 war zwar auf der später als „Bundesautobahn 52“ bezeichneten Trasse noch keine Bundesautobahn enthalten. Doch dafür war der vierstreifige und teilweise sechsstreifige autobahnähnliche Neubau von Bundesstraßen vorgesehen. Es handelte sich um folgende Vorhaben:
| Kurzbezeichnung | Abschnitt | Ausbau             | Stand     |
| --------------- | --- | ------------------ | --------- |
| B 230           | Roermond – Niederkrüchten – Schwalmtal-Hostert                                                                        | vierstreifig       | Stufe III |
| B 230           | Schwalmtal-Hostert – Kreuz Mönchengladbach (B 7/B 59)                                                                 | vierstreifig       | Stufe II  |
| B 7n            | vierstreifig | laufendes Vorhaben |           |
| B 288           | Kreuz Breitscheid und Essen-Rüttenscheid                                                                              | sechsstreifig      | Stufe III |
| B 288           | Essen-Rüttenscheid – Kreuz Essen-Ost (Ruhrschnellweg, B 1)                                                            | sechsstreifig      | Stufe I   |
| B 224           | sechsstreifig | Stufe I            |           |
| B 224           | Kreuz Gladbeck – Gelsenkirchen-Scholven – Dreieck Gelsenkirchen-Buer-Nord (B 227n/B 224n, später als A 41 bezeichnet) | vierstreifig       | Stufe I   |

Die Verbindung Dorsten-Ost – Marl-Nord war noch nicht ins Auge gefasst.
Noch vor der Neustrukturierung und neuen Nummerierung des Netzes der Bundesautobahnen erhielt 1973 der Streckenzug Roermond – Mönchengladbach – Büderich die interne Bezeichnung „Autobahn 209“, während die Linie Düsseldorf-Rath – Essen-Rüttenscheid als „Autobahn 214“ bezeichnet wurde.
Mit der Neustrukturierung des Netzes der Bundesautobahnen, die mit Wirkung ab 1. Januar 1975 eingeführt wurde, erhielt die Strecke Roermond – Mönchengladbach – Düsseldorf – Essen – Gelsenkirchen-Buer-Nord die Bezeichnung „Bundesautobahn 52“.
Der Bedarfsplan des Gesetzes zur Änderung des Gesetzes über den Ausbau der Bundesfernstraßen in den Jahren 1971 bis 1985 vom 5. August 1976 enthielt den Streckenzug der A 52 zwar unverändert, doch wurde die Dringlichkeit der einzelnen Teilabschnitte verändert:
| Abschnitt                                                           | Ausbau                     | Stand                                                                            |
| ------------------------------------------------------------------- | -------------------------- | -------------------------------------------------------------------------------- |
| Roermond – Niederkrüchten – Mönchengladbach-Hardt                   | vierstreifig               | 1. Fahrbahn in Dringlichkeitsstufe Ia, 2. Fahrbahn als möglicher weiterer Bedarf |
| Mönchengladbach-Hardt – Kreuz Mönchengladbach (A 61)                | vierstreifig,              | Stufe Ia                                                                         |
| AK Kaarst und AS Büderich                                           | sechsstreifiger Ausbau     | Stufe Ib                                                                         |
| AK Breitscheid und AS Essen-Rüttenscheid                            | sechsstreifiger Ausbau     | möglicher weiterer Bedarf                                                        |
| AS Essen-Rüttenscheid – Kreuz Essen-Ost (Ruhrschnellweg, B 1/A 430) | sechsstreifig              | laufendes Vorhaben                                                               |
| Kreuz Essen-Ost (B 1/A 430) – Kreuz Essen-Nord                      | sechsstreifig              | Stufe Ib                                                                         |
| Kreuz Essen-Nord – Kreuz Gladbeck                                   | vierstreifig/sechsstreifig | Stufe Ib/möglicher weiterer Bedarf                                               |
| Kreuz Gladbeck – Gladbeck-Butendorf                                 | 2. Fahrbahn                | Stufe Ib                                                                         |

Die Strecke Dorsten-Ost bis Marl-Nord war weiterhin nicht vorgesehen.
Das zweite Gesetz zur Änderung des Gesetzes über den Ausbau der Bundesfernstraßen in den Jahren 1971 bis 1985 vom 25. August 1980 brachte eine geringfügige Veränderung für den Streckenverlauf der A 52: Mit dem Wegfall der Planung der A 41 Dorsten – Gelsenkirchen – Sprockhövel wurde der fertiggestellte Abschnitt der A 41 zwischen Gelsenkirchen-Buer-Nord und Dorsten-Ost der A 52 zugeordnet. Darüber hinaus waren folgende Vorhaben enthalten:
| Abschnitt                                                       | Ausbau                 | Stand                                |
| --------------------------------------------------------------- | ---------------------- | ------------------------------------ |
| Roermond – Elmpt                                                | 2. Fahrbahn            | Stufe II                             |
| vierstreifig                                                    | Stufe I                |                                      |
| AS Kaarst-Nord und AS Büderich                                  | sechsstreifiger Ausbau | Stufe I/teilweise laufendes Vorhaben |
| Kreuz Essen-Ost (B 1/A 430) – Kreuz Essen-Nord – Kreuz Gladbeck | sechsstreifig          | Stufe I                              |
| Kreuz Gladbeck – Gelsenkirchen-Buer-Nord                        |                        | abschnittsweiser Ausbau in Stufe I   |

Die Strecke Dorsten-Ost – Marl-Nord war weiterhin nicht als Bestandteil der A 52 vorgesehen, obgleich sie 1980 insgesamt fertiggestellt war.
Das Dritte Gesetz zur Änderung des Fernstraßenausbaugesetzes vom 21. April 1986 enthielt weiterhin die Aufnahme der Strecke Dorsten-Ost – Marl-Nord in die Linie der A 52 nicht. Das Gesetz brachte allerdings für die A 52 weitere Änderungen. Vorgenommen waren nun:
| Abschnitt                                                       | Ausbau                                                               | Stand                                             |
| --------------------------------------------------------------- | -------------------------------------------------------------------- | ------------------------------------------------- |
| Roermond – Elmpt                                                | 2. Fahrbahn                                                          | als weiterer Bedarf                               |
| vierstreifig                                                    | 1. Fahrbahn im vordringlichen Bedarf, 2. Fahrbahn im weiteren Bedarf |                                                   |
| Kreuz Essen-Ost (B 1/A 430) – Kreuz Essen-Nord – Kreuz Gladbeck | sechsstreifig                                                        | vordringlicher Bedarf                             |
| Kreuz Gladbeck – Gelsenkirchen-Buer-West                        |                                                                      | abschnittsweiser Ausbau als vordringlicher Bedarf |

1987 wurde die Strecke Dorsten-Ost bis Marl-Nord als A 52 gewidmet.
Nach dem Vierten Gesetzes zur Änderung des Fernstraßenausbaugesetzes vom 15. November 1993 waren geplant:
| Abschnitt                                                      | Ausbau        | Stand                 |
| -------------------------------------------------------------- | ------------- | --------------------- |
| Roermond – Elmpt                                               | 2. Fahrbahn   | weiterer Bedarf       |
| Elmpt – AS Hostert                                             | 2. Fahrbahn   | vordringlichen Bedarf |
| Kreuz Essen-Ost (B 1/A 430) – Kreuz Essen-Nord                 | sechsstreifig | weiterer Bedarf       |
| Kreuz Essen-Nord – Kreuz Gladbeck – AS Gelsenkirchen-Buer-West | sechsstreifig | vordringlicher Bedarf |

Der Bedarfsplan des Fünften Gesetzes zur Änderung des Fernstraßenausbaugesetzes vom 4. Oktober 2004 umfasste noch folgende Projekte:
| Abschnitt                                              | Ausbau        | Stand                      |
| ------------------------------------------------------ | ------------- | -------------------------- |
| Roermond – Elmpt                                       |               | vordringlicher Bedarf      |
| Kreuz Essen-Ost (B 1/A 430) – Kreuz Essen-Nord         | sechsstreifig | fest disponiertes Vorhaben |
| Kreuz Essen-Nord – Kreuz Gladbeck – Gladbeck-Butendorf | vierstreifig  | vordringlicher Bedarf      |

Die Regierungen des Königreiches der Niederlande und der Bundesrepublik Deutschland hatten sich in einem Staatsvertrag verpflichtet, ihre Autobahnnetze weiter zu verknüpfen, so auch im Falle der Verbindung von A 52 und der niederländischen N 280. Das Projekt wurde durch die EU gefördert, da dies die Transeuropäischen Netze verbessert. Von der niederländischen A 73 bei Roermond bis zur deutsch-niederländischen Grenze wurde die N 280 autobahnähnlich ausgebaut. Am 18. Mai 2009 wurde das Teilstück zwischen der niederländischen Grenze und Elmpt freigegeben.

## Liste der Verkehrsfreigaben
- 1957–59: Bau der Stadtautobahn Düsseldorf (Büderich – Heerdt – Niederkassel – Derendorf – Mörsenbroich)
- 1959–60: Aus- und Neubau des nördlichen Zubringers Düsseldorf zwischen AS Düsseldorf-Rath und AS Breitscheid (10,3 km, zunächst als B 1 gewidmet; 1971 zur Autobahn aufgestuft)
- 1966: AS Breitscheid – AS Essen-Rüttenscheid (13 km, als B 288 gewidmet; 1971 zur Autobahn aufgestuft)
- 1967: AS Gelsenkirchen-Buer-West – Anschluss an B 224 nördlich AS Gelsenkirchen-Scholven (2,5 km, als B 224 gewidmet)
- 1968: AS Marl-Brassert – AS Marl-Hamm (3 km, zunächst als Landesstraße gewidmet)
- 1971: AK Neersen – AS Büderich (15,9 km, zunächst als B 7 gewidmet)
- 1971: AK Essen-Nord (2 km, als B 224 gewidmet)
- 1973: AS Marl-Frentrop – AS Marl-Brassert (3 km, zunächst als Landesstraße gewidmet)
- 1974: AK Mönchengladbach – AK Neersen (8,5 km, zunächst als B 7n gewidmet)
- 1974: Anschluss an B 224 nördlich AS Gelsenkirchen-Scholven – AS Gelsenkirchen-Hassel (1,5 km, zunächst als Landesstraße gewidmet)
- 1979: AS Marl-Hamm – AK Marl-Nord (4 km, zunächst als Landesstraße gewidmet)
- 1980: AS Gelsenkirchen-Hassel – AS Marl-Frentrop (5 km, zunächst als Landesstraße gewidmet)
- 1981: AS Essen-Rüttenscheid – AD Essen-Ost (5 km)
- 1983: AS Hostert – AK Mönchengladbach (4,1 km)
- 1989: Umgehung Waldniel (1. Fahrbahn, 4,7 km)
- 1999: westlich Elmpt – östlich Niederkrüchten (8,1 km)
- 1999: östlich Niederkrüchten – östlich AS Hostert (2. Fahrbahn, 5,1 km)
- 2009: Roermond (Bundesgrenze D/NL) – Elmpt (5,4 km)

## Planungen und Ausbau

### Ausbau bei Mönchengladbach
Es ist ferner geplant, die A 52 zwischen dem Kreuz Mönchengladbach und dem Kreuz Neersen von zwei auf drei Fahrstreifen pro Richtungsfahrbahn zu erweitern. Dazu haben im Autobahnkreuz Neersen schon Arbeiten begonnen (siehe auch Bundesautobahn 44). Im Bundesverkehrswegeplan 2030 ist dieses Vorhaben als vordringlicher Bedarf zur Engpassbeseitigung enthalten. Bis zur Verwirklichung dieses Projekts ist eine temporäre Seitenstreifenfreigabe im Betrieb.

### Weiterbau in Essen und Gladbeck

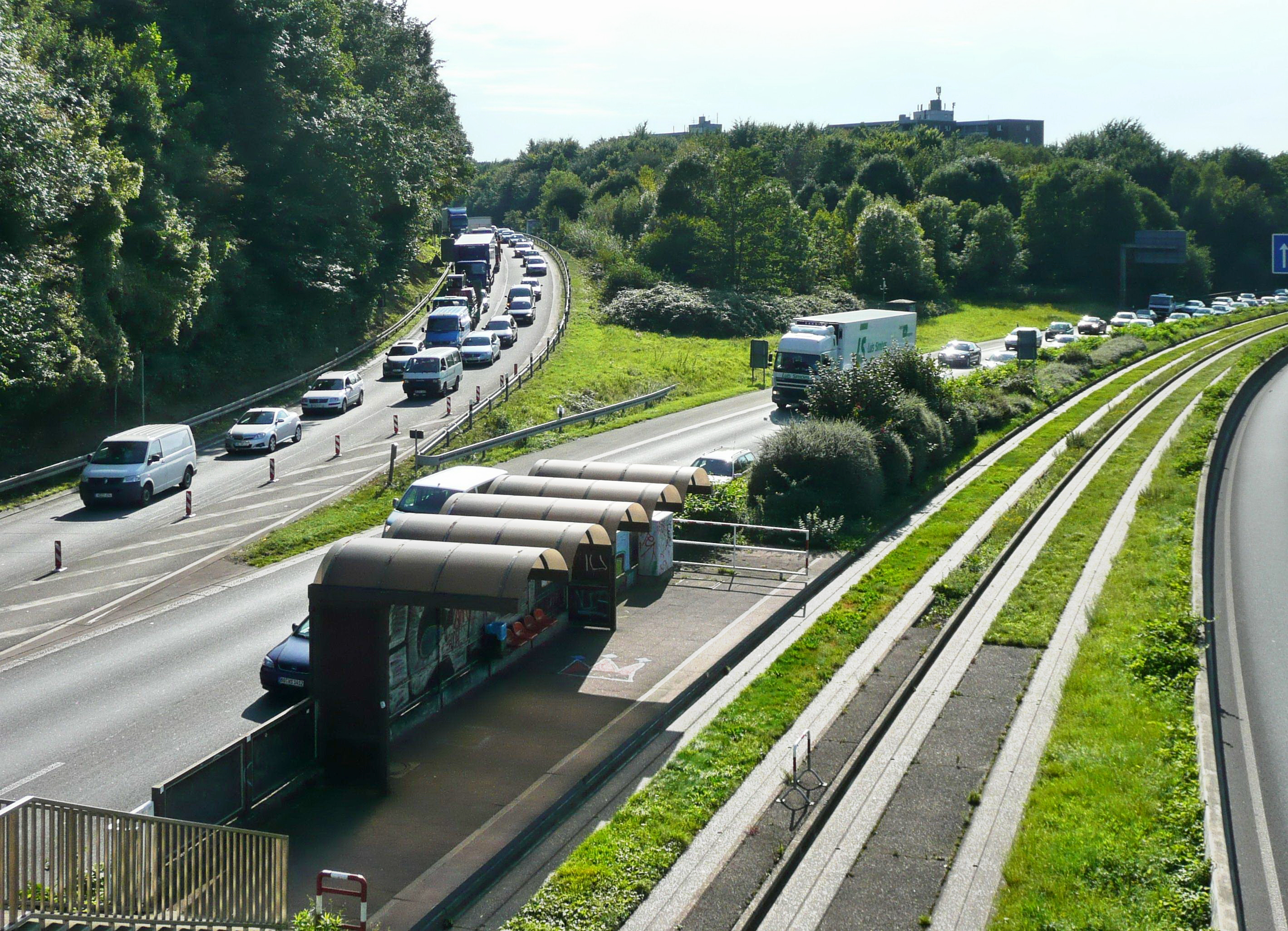
Ende des mittleren Teilstücks an der A 40 im Abzweig Essen-Ost mit Spurbus-Trasse

Seit längerem geplant wird der Ausbau der fehlenden Teilstücke zwischen A 40 (Abzweig Essen-Ost) und A 42 (Kreuz Essen-Nord) sowie von dort bis zur A 2 (Autobahnkreuz Gladbeck). Insbesondere gegen die Teilstücke durch die dicht bebauten Gebiete von Essen und Gladbeck gibt es Widerstand, der im Wesentlichen von örtlichen Bürgerinitiativen und Kirchen getragen wird. Dabei steht besonders die Streckenführung der A52 aus Marl zum geplanten AK Gladbeck in der Kritik, da bis heute keine Einigung auf eine endgültige Bauweise erreicht werden konnte.
Am 21. Januar 2009 wurden von der Stadt Essen die Planungsunterlagen für das Teilstück zwischen dem AK Essen-Nord und Bottrop im Rahmen des Planfeststellungsverfahrens ausgelegt.
2009 enthielten die aktuellen Planungen einen Fertigstellungstermin des letzten Teilstücks zwischen Essen-Ost und Essen-Nord für das Jahr 2023.
Am 17. Februar 2011 meldete die Westdeutsche Allgemeine Zeitung, der Ausbau der A 52 auf Essener Stadtgebiet solle mangels Kostenübernahme durch den Bund und schlechter städtebaulicher Verträglichkeit nicht mehr erfolgen.
Am 25. März 2012 ergab ein Bürgerentscheid, an dem sich rund 23.000 Gladbecker beteiligten, dass die Gladbecker den als sogenannte „Tunnellösung“ geplanten Ausbau der B 224 auf Gladbecker Stadtgebiet nicht mit zwei Millionen Euro bezuschussen wollen. Das Ergebnis des Bürgerentscheids war mit 55,9 % zu 44,1 % ausgefallen. Ursprünglich war ein oberirdischer Lückenschluss, aber zuletzt war dann eine Lösung in Form eines Tunnels geplant worden, auf dem eine grüne Allee platziert werden sollte. Der Landesbetrieb Straßenbau NRW schließt aber derzeit nicht aus, dass der Abschnitt von Essen vorbei an Essen-Nord und Bottrop bis zum Kreuz Gladbeck und damit der Ausbau der Anschlussstelle Essen/Gladbeck zum Autobahnkreuz Gladbeck realisiert wird.
Im August 2014 wurde bekannt, dass der Landesbetrieb Straßen.NRW ein Planfeststellungsverfahren für den Abschnitt Essen-Nord (A 42) – Kreuz Gladbeck (A 2) eingeleitet hat, worauf die Gladbecker Bürger Widerstand ankündigten. Anfang 2017 gab der Landesbetrieb Straßen.NRW bekannt, dass man das Bauvorhaben zwischen Essen-Nord und Gelsenkirchen-Buer in drei Bauabschnitten realisieren möchte. Man rechne damit, 2018 das Planfeststellungsverfahren für den Abschnitt Essen-Nord bis Stadtgrenze Bottrop/Gladbeck abzuschließen und dort dann von 2019 bis 2023 zu bauen. Von 2020 bis 2024 soll das Teilstück zwischen Stadtgrenze Bottrop/Gladbeck und der A 2 mit Autobahnkreuz errichtet werden. Der Abschnitt nördlich der A 2, bis zur A 52 soll dann spätestens bis 2030 realisiert werden.

### Umbau des Autobahndreiecks Essen-Ost
Im Juli 2019 wurde der Umbau des Autobahndreiecks Essen-Ost planfestgestellt. Zielstellung dieser Maßnahme soll die Verbesserung der Einfahrsituation von der Rampe Süd-Ost auf die Bundesautobahn 40 in Richtung Dortmund sein. Vorgesehen ist, die derzeit einstreifige Einfahrt um einen Einfädelungsstreifen zu erweitern, um eine Verbesserung der Verkehrsqualität und Verkehrssicherheit im Einfahrbereich zu erreichen. Hiergegen wurden Klagen erhoben, die jedoch vor dem Oberverwaltungsgericht Nordrhein-Westfalen im November 2021 scheiterten. Mit der Umsetzung des Vorhabens wurde noch nicht begonnen.

### Sanierung der Ruhrtalbrücke Mintard
Die Ruhrtalbrücke zwischen dem Kreuz Breitscheid und Essen-Kettwig war von 2001 bis 2005 saniert worden. Während der Bauarbeiten, die jeweils in den Sommermonaten stattgefunden hatten, waren beide Fahrtrichtungen nur einspurig befahrbar gewesen, verbunden mit einem Fahrverbot für Fahrzeuge mit einem Gesamtgewicht über 16 Tonnen. In der Annahme, dass die stählernen Übergangselemente „länger halten“ würden, waren diese von der Sanierung ausgenommen worden. Da sich diese Annahme als falsch herausstellte und die Übergänge durch Tausalz- und Wassereinwirkung korrodiert sind, musste der Landesbetrieb Straßen.NRW erneut eine Sanierung für den Zeitraum 1. Juli bis 30. September 2013 ansetzen. Während dieser Arbeiten wurde die A 52 zwischen dem Kreuz Breitscheid und der Anschlussstelle Essen-Kettwig in Fahrtrichtung Essen komplett gesperrt. Die Fahrspuren in Fahrtrichtung Düsseldorf blieben offen, wurden aber zeitweilig über die (gesperrten) Gegenrichtungsfahrbahnen geführt.
Im Zuge eines geplanten sechsstreifigen Ausbaus der A52 zwischen dem Kreuz Breitscheid und der Anschlussstelle Essen-Rüttenscheid soll die Ruhrtalbrücke komplett neugebaut werden. Nach diesem sechsstreifigen Ausbau wird die A52 zwischen dem Autobahnkreuz Düsseldorf-Nord und dem Autobahndreieck Essen-Ost durchgehend sechsstreifig befahrbar sein.

## Besonderheiten

### Fahrbahntrennung in Gelsenkirchen und Dorsten
Zwischen den Anschlussstellen Gelsenkirchen-Hassel und Gelsenkirchen-Scholven befindet sich eine Fahrbahntrennung. Diese wurde als bauliche Vorleistung für ein Autobahndreieck errichtet, da zum Zeitpunkt des Baus die Weiterführung der als A 41 bezeichneten Autobahn in südöstliche Richtung durch das Gelsenkirchener Stadtgebiet geplant war. Auch auf dem Gebiet der Stadt Dorsten wurde beim Bau der Autobahn in den 1980er Jahren eine weitere Fahrbahntrennung als Bauvorleistung realisiert, hier sollte die A 41 in nördliche Richtung um Dorsten herum zur A 31 geführt werden. Nachdem die Ostumfahrung Dorsten in den 1990er Jahren als L 608 realisiert worden war, wurde diese Fahrbahntrennung zurückgebaut und die Anschlussstelle Dorsten-Ost errichtet.

### Anschlussstellen in Essen
Anders, als es das Streckenband darstellt, sind die Anschlussstellen Essen-Haarzopf und Essen-Rüttenscheid verschachtelt angelegt; aus Richtung Bochum kommend beispielsweise in der Reihenfolge: Abfahrt Rüttenscheid – Abfahrt Haarzopf – Auffahrt Rüttenscheid. Möglich wird dies durch die in diesem Abschnitt beidseitig parallel liegende Norbertstraße, die als Ortsfahrbahn der Autobahn fungiert.

### Flugunglück
Am 24. November 2006 notlandete ein aus Berlin kommendes Kleinflugzeug vom Typ Piper PA-34 der VHM Schul- und Charterflug infolge Kraftstoffmangels auf der A 52 an der Anschlussstelle Essen-Haarzopf knapp vor dem Zielflughafen Essen/Mülheim. Es wurden sieben Personen verletzt, zudem führte das Ereignis zu Schäden an Fahrzeugen und Infrastruktur. In der Folge des Zwischenfalls staute sich der Verkehr in beiden Fahrtrichtungen auf bis zu 10 km Länge.
Wegen Gefährdung des Luftverkehrs wurde der Pilot zu einer Haftstrafe von 15 Monaten auf Bewährung und zu einer Geldbuße von 20.000 € verurteilt. Ebenso verlor er seine Fluglizenz. Aufgrund der festgestellten groben Fahrlässigkeit bei Übernahme des gemieteten Flugzeugs wurde der entstandene Sachschaden an der Maschine in Höhe von rund 150.000 € nicht durch die Kaskoversicherung des Flugzeugs erstattet.

### Bürgerinitiativen
- ruhralleetunnel.wordpress.com (Memento vom 28. August 2010 im Internet Archive) Bürgerinitiative gegen den Ruhralleetunnel.
- a52stoppen.de (Memento vom 5. April 2010 im Internet Archive) Gladbecker Bürgerinitiative gegen den Bau der A 52.
- stoppt-a52.de (Memento vom 9. Januar 2016 im Internet Archive) Bottroper Bürgerinitiative gegen den Bau der A 52.
- buergerforum-a52.de (Memento vom 6. Juli 2010 im Internet Archive) Gladbecker Bürgerinitiative gegen den Bau der A 52.
- ab-durch-die-heege.de (Memento vom 10. Oktober 2010 im Internet Archive) Gladbecker Initiative für eine Ostumgehung der A 52.